# Бьюрж, Филибер
Филибе́р Бьюрж (фр. Philibert Biourge; 8 апреля 1864 — 14 августа 1931) — бельгийский миколог-микробиолог, ведущий специалист по пенициллам.

## Биография
Родился в городке Бузваль в Бельгии 8 апреля 1864 года. Учился в семинарии в Турне, в 1887 году стал священником. Впоследствии — студент Лёвенского католического университета, в 1891 году защитил диссертацию доктора по тхимическим и морфологическим характеристикам пыльцевых зёрен растений под руководством профессора Жан-Батиста Карнуа.
Некоторое время стажировался в Институте Пастера в Париже, где познакомился с самим Луи Пастером. Впоследствии работал с Феликсом Гоппе-Зейлером в Страсбурге и с Эмилем Хансеном в Копенгагене.
С 1894 года преподавал в Лёвене в звании доцента, в 1900 году стал профессором. Бьюрж руководил микробиологической лабораторией Института Карнуа, занимался исследованиями микроскопических грибов и дрожжей, создал обширную коллекцию культур, впоследствии преобразованную в Микотеку Лёвенского католического университета (MUCL). Значительный интерес для Бьюржа представляли грибка рода Пеницилл.
В 1923 году в журнале La Cellule Бьюрж напечатал обширную монографию рода Пеницилл — Les moisissures du Penicillium Link.
В 1938 году покинул Лёвенский университет и поселился в городке Фелюи, где организовал частную лабораторию. Вскоре из-за потери зрения потерял возможность заниматься микробиологическими исследованиями.
Скончался 14 августа 1942 года.

## Некоторые научные работы
- Biourge Ph. Les moisissures du Penicillium Link :  [фр.]. — La Cellule. — Lierre; Louvain, 1923. — Vol. 33 (1). — 330 p.

## Виды, названные именем Ф. Бьюржа
- Aspergillus biourgei Mosseray, 1934
- Penicillium biourgei Dierckx, 1901
- Penicillium biourgei Arnaudi, 1927, nom. illeg. — Penicillium roqueforti Thom, 1906
- Penicillium biourgeianum K.Zaleski, 1927
- Torulopsis biourgei Cif. & Redaelli, 1926